# Daniel Thollin
Daniel Thollin, född 1981, är svensk illustratör och serietecknare, bosatt i Uppsala. Han är uppvuxen i Ludvika, där han gått estetisk linje på Högbergsskolan. Efter gymnasiet har han utbildat sig på Serietecknarskolan i Hofors. Han är utbildad sjuksköterska och har arbetat inom psykiatrin i Uppsala. Hans seriedebut kom 2009 via Jesus Hates Zombies, producerade i samarbete med serieförfattaren Stephen Lindsay. Han har både verkat för den svenska och den nordamerikanska seriemarknaden.